# Arthrowallemia
Arthrowallemia är ett släkte av svampar. Arthrowallemia ingår i divisionen sporsäcksvampar och riket svampar.